# Tomasz Stańko
Tomasz Ludwik Stańko (n. 11 iulie 1942, Rzeszów, Guvernământul General – d. 29 iulie 2018, Varșovia, Polonia) a fost un trompetist compozitor și improvizator polonez,. A înregistrat de multe ori pentru ECM, de accea Stanko este puternic asociat cu free jazz și avant-garde.
Și-a făcut cunoscută apariția la începutul anilor 1960, alături de pianistul Adam Makowicz în Jazz Darings, Stańko, mai târziu, a colaborat cu pianistul Krzysztof Komeda, în special pe albumul din 1966  Astigmatic. În 1968, Stanko a format un cvintet apreciat, care l-a inclus pe Zbigniew Seifert la vioară și saxofon alto, iar în 1975 a format uniunea Tomasz Stańko-Adam Makowicz.
Stańko și-a stabilit o reputație ca lider nu numai în jazz-ul polonez, dar și pe scena mondială, precum și lucrând cu mulți muzicieni importanți, inclusiv Jack DeJohnette, Dave Holland, Reggie Workman, Rufus Reid, Lester Bowie, David Murray, Manu Katche și Chico Freeman. În 1984 el a fost un membru al trupei lui Cecil Taylor 
Stańko și-a pierdut dinții naturali în anii 1990, cu toate că în timp, el a dezvoltat un nou Embouchure cu ajutorul unei dentist priceput și practică monotonă. El cânta ore în șir ceea ce el considera a fi tonuri lungi "plictisitoare", dar care au ajutat la consolidarea buzei, în ciuda dezavantajul său - dinți falși.

## Biografie
Nu ies prea mult. Eu nu conduc o mașină. Nu am un hobby, cum ar fi golful. Doar muzică. M-am oprit din băut și m-am oprit din dopaj. M-am oprit din motive financiare, pentru a fi independent, nu pentru sănătate. Sunt un tip puternic. 
Tomasz Stańko s-a născut în Rzeszów, Polonia, la 11 iulie 1942 primele sale întâlniri cu jazzul au fost prin programe de radio Vocea Americii și excursii inițiate de către Departamentul de Stat al Statelor Unite ale Americii. Ajungând la o vârstă înaintată în Polonia comunistă, Stańko a fost impresionat de corelația jazzului cu libertatea. În 1958 a avut primul său concert de jazz oferit de Dave Brubeck. Împreună cu pianistul Adam Makowicz, grupul s-a inspirat din muzica unor muzicieni precum Ornette Coleman, George Russell și Miles Davis și este considerat de mulți critici ca fiind primul grup din Europa care a creat free jazz

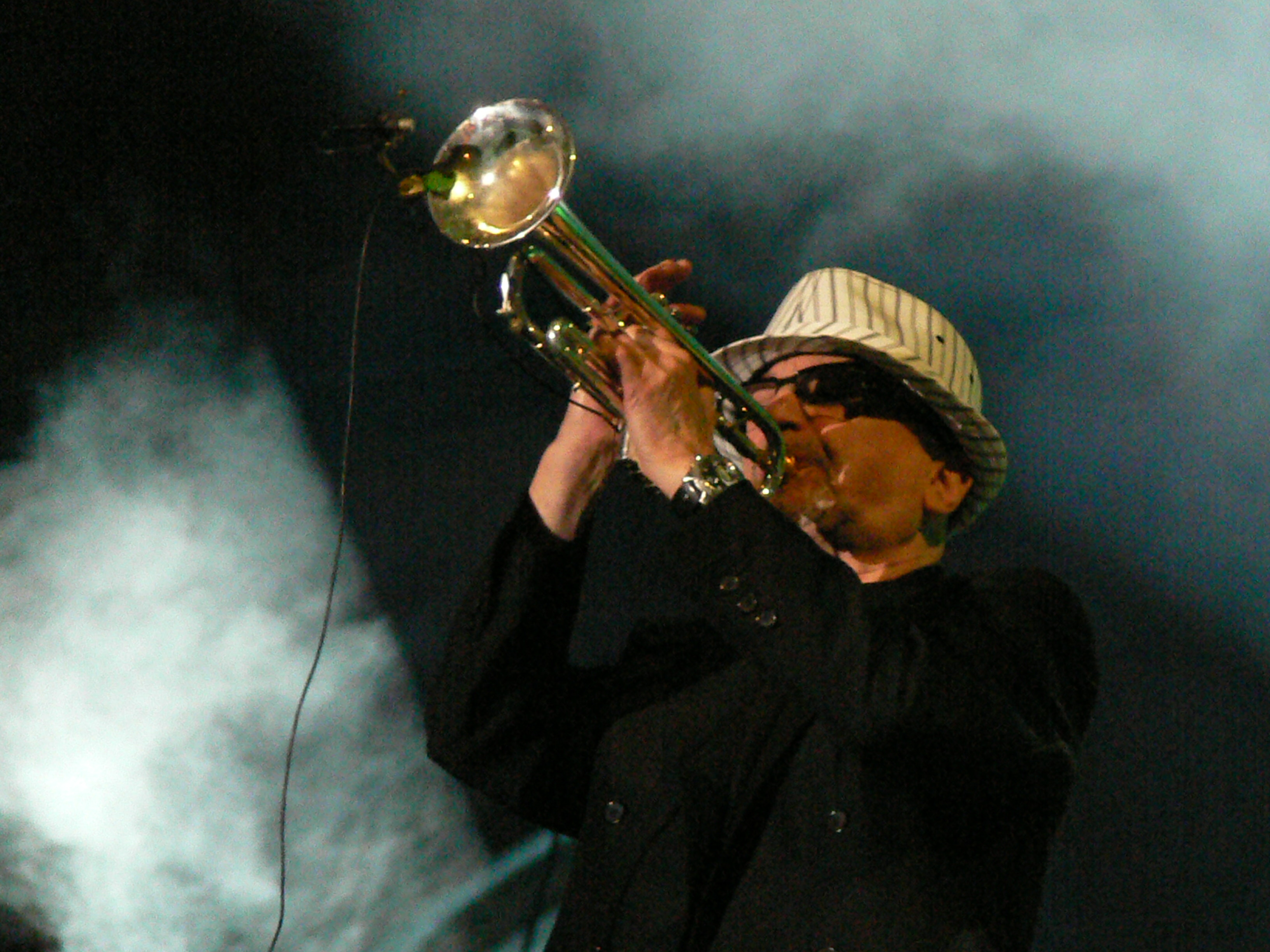
Tomasz Stańko performing in Kraków 2007.

În 1963, Stańko s-a alăturat cvintetului Krzysztof Komeda, unde a învățat mult din ceea ce știe acum despre armonie, formă muzicală și asimetrie. În timpul carierei sale cu Komeda, care s-a încheiat în 1967, Stańko a avut cinci turnee alături de el și a înregistrat unsprezece albume cu el. În 1968, Stańko a format un cvintet care a fost apreciat de critici - una a inclus Zbigniew Seifert cu vioară și saxofon alto În 1970, s-a alăturat Globe Unity Orchestra, iar în 1971 a colaborat cu Krysztof Penderecki și Don Cherry. Nu după mult timp, a format un cvartet care l-a inclus șipe  bateristul Edward Vesala. Prestațiile sale cu Vesala sunt adesea considerate a fi o parte din munca lui cea mai importantă. În 1975 a format unitatea Tomasz Stańko-Adam Makowicz.